# Georg Baselitz
Georg Baselitz (egentlig Hans-Georg Kern; født 23. januar 1938 i Deutschbaselitz i Sachsen) er en tysk-østrigsk nyekspressionistisk maler, billedhugger og grafiker.
Hans Georg Kern forlod DDR for bosætte sig i Vestberlin i 1958. Kunstnernavnet Baselitz tog han i 1961 efter sin hjemmeby Deutschbaselitz.
Allerede i 1960'erne flyttede han med sine billeder grænserne for maleriets muligheder med en radikalt ekspressiv stil, provokerende billedtemaer og motiviske inversioner. 1963 udstillede Baselitz et maleri med titlen "Den store nat der gik i vasken", der viser en masturberende dreng, på Galerie Werner und Katz i Berlin. Grundet det anstødelige indhold blev maleriet konfiskeret af politiet og dette fremkaldte en af de største skandaler i nyere tysk kunsthistorie. I 1970'erne og 80'erne inspirerede Baselitz en gruppe af neoekspressionistiske tyske kunstnere, også kaldet die Jungen Wilden, der fokuserer på deformation og dynamikken i farverne. Han blev berømt for at male sine billeder på hovedet (siden 1969). Han ses som en revolutionær maler, som tiltrækker beskuerens opmærksomhed til sine værker ved få dem til at tænke og fanger deres interesse. Emnerne for malerierne synes ikke at have så stor betydning som værkets visuelle udtryk. Gennem hele sin karriere har Baselitz varieret sin stil, siden 1990'erne har han fokuseret mere på klarhed.
Georg Baselitz har været repræsenteret på biennaler i Sao Paulo (1975), Venedig (1980 og 2015) og Peking (2003) såvel som på Documentaudstillingerne i Kassel (1972 og 1982). Han har haft store retrospektive udstillinger bl.a. på Städelmuseum i Frankfurt am Main (2016) og på Royal Academy of Arts i London. 2006 viste Louisiana en retrospektiv udstilling og 2016 var han omfattende repræsenteret på Museum Jorn i Silkeborg.
Georg Baselitz har siden 2013 boet i Salzburg, Østrig og har siden 2015 også østrigsk statsborgerskab.